# Cimetière de l'Est de Gagny
Pour les articles homonymes, voir cimetière de l'Est.
Le Cimetière de l'Est de Gagny est un des deux lieux de sépultures de la commune de Gagny en Seine-Saint-Denis, en France. Il est parfois appelé Nouveau cimetière de Gagny.

## Historique
Il a été construit à l'emplacement de la carrière Saint-Pierre, une ancienne carrière de gypse à ciel ouvert. Il a bénéficié de travaux d'équipement en 2017.

## Description
Il est situé au 3, chemin d'accès aux Abbesses.